# Julius Günther
Julius Günther, född 1 mars 1818 i Göteborg, död 22 mars 1904 i Stockholm, var en svensk operasångare (baryton), sångpedagog och kördirigent.

## Biografi
Günther lämnade en tjänst som underofficer vid Älvsborgs regemente och utbildade sig till sångare. Han var anställd vid Kungliga Teatern 1839–56 och debuterade där 1838 i Aubers Fra Diavolo. Han fortsatte med tyngdpunkten lagd på den italienska och den franska repertoaren. Den ”spänstige och prydlige” Günther blev snabbt publikfavorit och förste älskare tack vare sitt trovärdiga agerande och sin ”välklingande tenor”. Den sceniska utvecklingen gynnades särskilt av samspelet med Jenny Lind. De scendebuterade samma år, var varandras motspelare från 1839 och gjorde konsertresor i landsorten fram till 1844. Även privat fann de varandra, fastän platoniskt, men var i allmänhetens ögon ett par.
Günther finslipade sin sångutbildning hos Linds lärare  Manuel Garcia d.y. i Paris 1846–47 och gjorde en kort men betydelsefull karriär där som operaartist och konsertsångare, varefter han återvände till Stockholmsoperan 1847.  Günther stannade vid Operan i 18 år men gästade utländska scener vid flera tillfällen. Åren 1850–62 var han sångmästare och från 1858 sångpedagog. Günther var lärare vid Kungliga Musikkonservatoriet 1858–1901 och vid Operaskolan 1901–02 och utnämndes till professor vid konservatoriet 1864. Han var dirigent för Nya harmoniska sällskapet 1860–78. Günther invaldes som associé nr 27 av Kungliga Musikaliska Akademien 1841 och som ledamot nr 340 den 8 juli 1854.
Vid musikkonservatoriet hade Günther som sångpedagog nytta av kunskapen om Manuel Garcias sångteknik, vilken alltså gick i arv till ett flertal sedermera kända elever, såsom John Forsell, Matilda Jungstedt, Adèle Almati och Arvid Ödmann och Natanael Berg.
Günther var son till Georg Günther.

## Operaroller
- Greve Almaviva i Barberaren i Sevilla
- Don Juan i Don Juan
- Fra Diavolo i Fra Diavolo
- Nemorino i Kärleksdrycken
- Raoul i Hugenotterna
- Robert i Robert le Diable
- Stradella i Alessandro Stradella

## Bilder

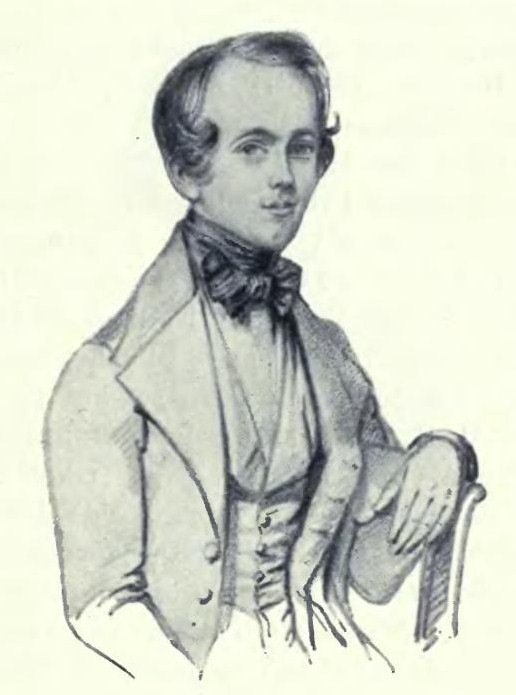
Julius Günther. Efter en teckning av Maria Röhl 1839.
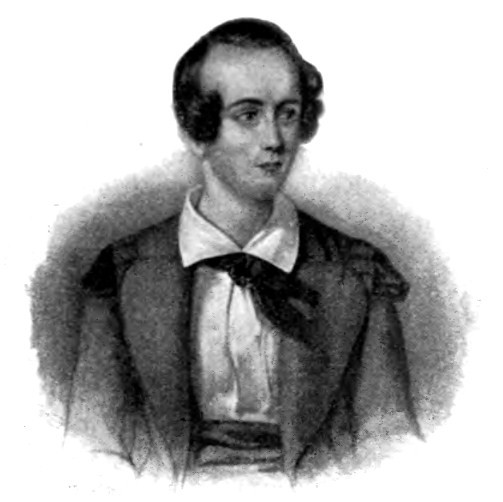
Julius Günther som Nemorino. Svenska Teatern VIII (1927).
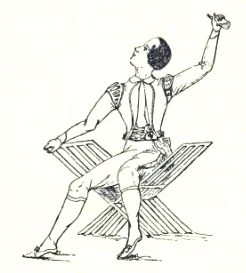
Julius Günther som Nemorino i Kärleksdrycken. Efter en teckning av J. Arsenius. Svenska Teatern VIII (1927).
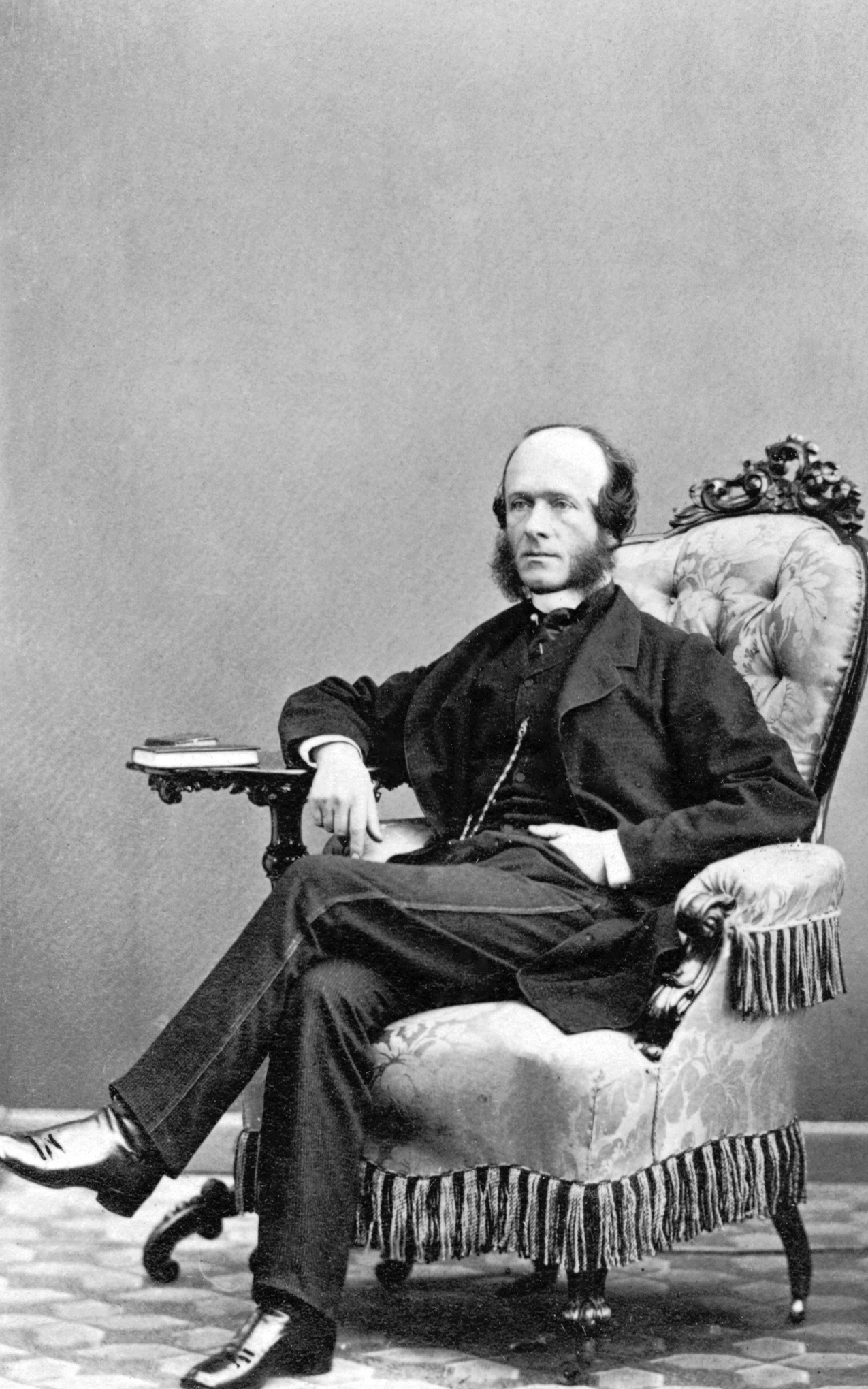
Julius Günther 1862.